# Chippis
Chippis (toponimo francese; in tedesco Zippis, desueto) è un comune svizzero di 1 615 abitanti del Canton Vallese, nel distretto di Sierre.

## Monumenti e luoghi d'interesse

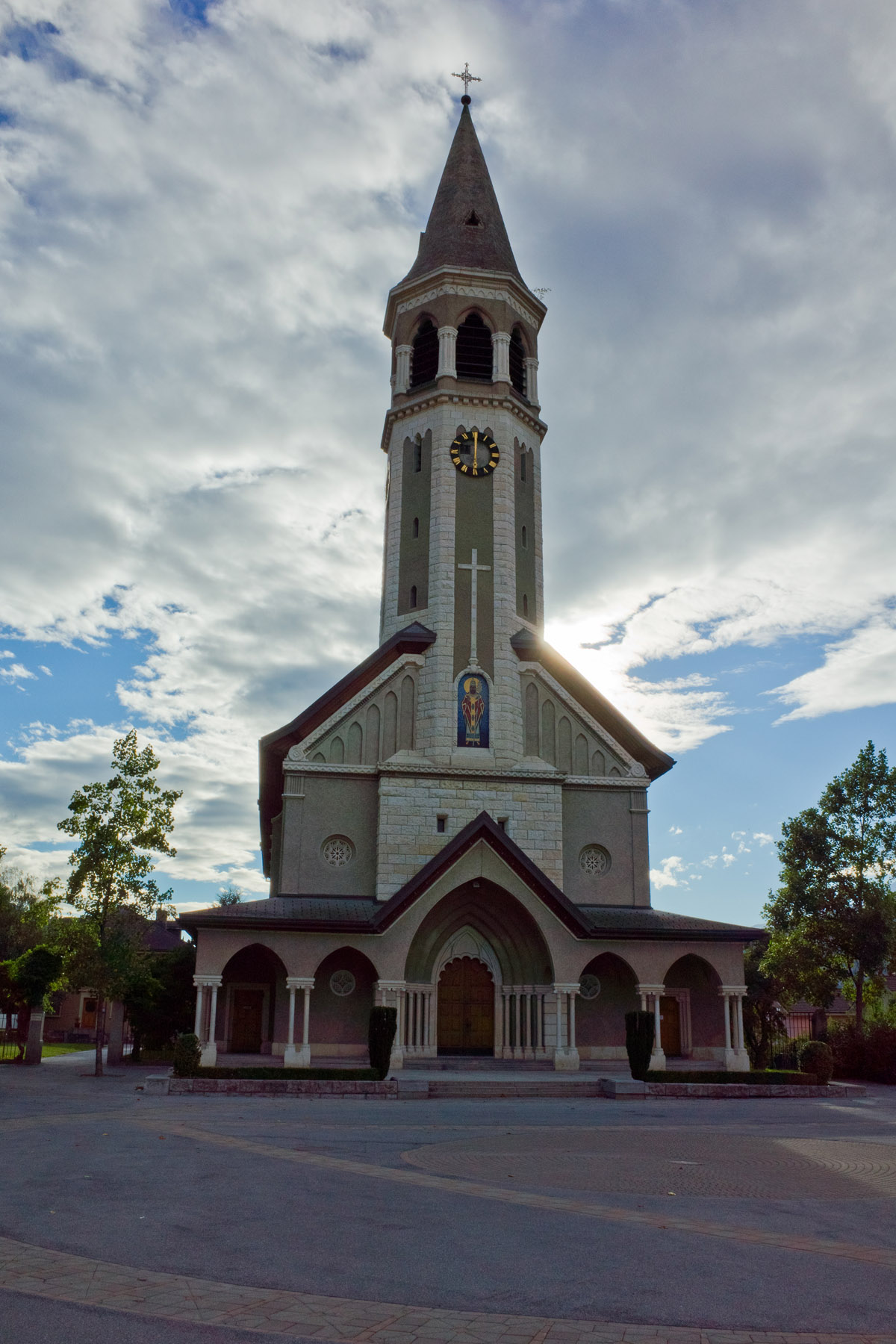
La chiesa di Sant'Urbano

- Chiesa parrocchiale cattolica di Sant'Urbano, attestata dal 1278 e ricostruita nel 1868 e nel 1923[1].

## Società

### Evoluzione demografica
L'evoluzione demografica è riportata nella seguente tabella:
Abitanti censiti

## Amministrazione
Ogni famiglia originaria del luogo fa parte del cosiddetto comune patriziale e ha la responsabilità della manutenzione di ogni bene ricadente all'interno dei confini del comune.